# Yuya Hikichi (fodboldspiller, født 1983)
Yuya Hikichi (født 2. maj 1983) er en tidligere japansk fodboldspiller.
Han har spillet for flere forskellige klubber i sin karriere, herunder Shonan Bellmare og Tokushima Vortis.